# Bahnhof Königshofen (Lauda-Königshofen)
Bahnhof Königshofen ist ein Wohnplatz beim namengebenden Bahnhof Königshofen (Baden) auf der Gemarkung des Lauda-Königshofener Stadtteils Königshofen im Main-Tauber-Kreis im fränkisch geprägten Nordosten Baden-Württembergs.

## Geographie
Der Wohnplatz Bahnhof Königshofen erstreckt sich auf einer Länge von etwa 650 Metern zwischen den Gleisen der Frankenbahn bzw. Taubertalbahn im Westen und der Tauber im Osten, die den Wohnplatz vom Altort Königshofen trennt.

## Geschichte
Auf dem Messtischblatt Nr. 6424 „Königshofen“ von 1881 war der Ort als Station verzeichnet, jedoch bis auf das Bahnhofsgebäude und wenige Nebengebäude noch unbesiedelt. In der Folge dehnte sich die Bebauung in Richtung Tauber bzw. des alten Ortskerns von Königshofen aus.
Der Wohnplatz kam als Teil der ehemals selbständigen Stadt Königshofen am 1. Januar 1975 zur Stadt Lauda-Königshofen, als sich die Stadt Lauda mit der Stadt Königshofen und der Gemeinde Unterbalbach im Rahmen der Gebietsreform in Baden-Württemberg vereinigte.

## Kulturdenkmale
Kulturdenkmale in der Nähe des Wohnplatzes sind in der Liste der Kulturdenkmale in Lauda-Königshofen verzeichnet.

## Verkehr
Im Ort liegt der Bahnhof Königshofen (Baden), der vom Schienenpersonennahverkehr bedient wird.
Der Ort ist über Eisenbahnstraße zu erreichen, die von der Bundesstraße 292 (Sachsenflurer Straße) abzweigt. Daneben ist der Ort auch über den Taubertalradweg zu erreichen.